# Hyalonema kenti
Hyalonema kenti är en svampdjursart som först beskrevs av Schmidt 1880.  Hyalonema kenti ingår i släktet Hyalonema och familjen Hyalonematidae.
Artens utbredningsområde är Karibiska havet. Inga underarter finns listade i Catalogue of Life.